# 요한 폰 브란덴부르크안스바흐

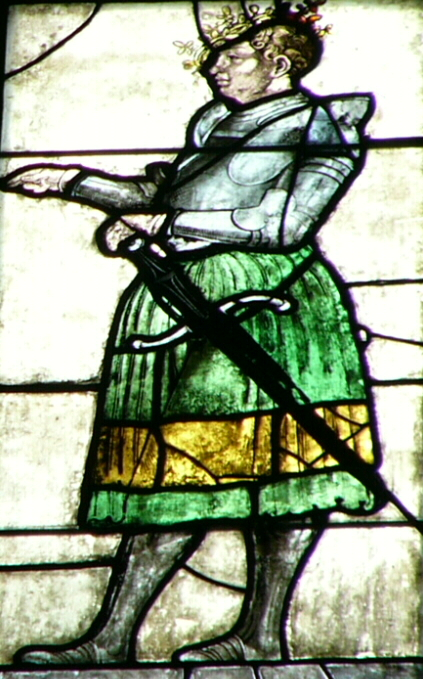
요한 폰 브란덴부르크안스바흐

요한 폰 브란덴부르크안스바흐쿨름바흐(독일어: Johann von Brandenburg-Ansbach-Kulmbach, 1493년 1월 9일 - 1525년 7월 5일)는 독일 호엔촐레른 왕가 출신 스페인의 귀족, 신성 로마 제국의 장군이었다. 1523년 스페인의 귀족 제르맹 드 푸아와 결혼하고 발렌시아의 총독에 임명되었다.
1509년 아그냐델로 전투에 출정하여 만난 카를 5세와 친구가 되었다. 카를 5세는 외가를 통해 스페인을 상속받았으므로 요한은 황제 카를 5세에 의해 스페인 발렌시아의 총독직과 신성 로마 제국의 육군 준장직을 겸직하며 독일과 스페인을 오갔다.

## 생애

### 독일 생활
1493년 1월 9일 브란덴부르크 안스바흐의 팔레센부르크 성에서 브란덴부르크안스바흐의 후작 프리드리히 2세 폰 브란덴부르크안스바흐쿨름바흐와 폴란드 국왕 카지미에시 4세와 엘리자베스 폰 합스부르크의 딸인 폴란드의 소피아 야기에우오의 여섯째 아들로 태어났다. 브란덴부르크 선제후 가문은 그의 가까운 친척이 된다.
1509년 그는 스페인으로 건너가 아라곤의 왕 페르난도 2세를 도와 아그냐델로 전투에 참전하였다. 페르난도 2세의 외손자이자 후일 독일 황제가 되는 카를 5세와 이때 만나 친구가 되고, 그와 가깝게 지내게 되었다. 1516년 황금 양모 기사단에 들어가 기사로 활동하였다. 후에 신성 로마 제국의 황제 카를 5세에 의해 육군 준장에 임명되었다.
1519년 요한은 아라곤의 왕 페르난도 2세의 두번째 부인이자 미망인인 제르맹 드 푸아와 결혼하였다. 제르맹 드 푸아의 아버지 나르본 자작 주앙은 아라곤의 군주 주앙 2세의 외손자로, 제르맹 드 푸아는 1512년 외할머니 엘리노어 드 나바르의 이복 남동생이자 외종조부가 되는 페르난도 2세와 결혼했다. 페르난도 2세는 어떻게든 남자 후계자를 얻으려 노력했으나 실패하고 3년만에 사망했다. 1519년 6월 17일 바르셀로나에서 제르맹 드 푸아와 결혼하였다. 그러나 요한과 제르맹 사이에는 자녀가 없었고, 요한이 죽자 제르맹은 다시 칼라브리아의 공작 페르난도와 재혼하였다. 결혼과 동시에 카를 5세에 의해 스페인군 중위에 임명되고 수개월 만에 준장으로 승진하고, 스페인 군의 사령관에 임명되었다.

### 스페인 생활
1520년 10월 23일 황제 카를 5세의 대관식에 축하하러 아헨을 방문했다가 카를 5세의 요청으로 신성 로마 제국의 정치에 참여하게 되었다. 1523년 7월 27일 페르난도 2세의 외손자이자 그의 친구였던 신성로마제국 황제 카를 5세로부터 발렌시아의 총독에 임명되었다. 그는 1525년 사망할 때까지 발렌시아 총독직을 역임했다. 독실한 신앙인이었던 그는 1523년 12월 11일에는 발렌시아 총독 관저의 토지를 성당 부지로 기부하였다. 한편 카를 5세는 프랑수아 1세가 자신의 종주권을 인정하지 않자, 프랑스를 침공하고자 전쟁을 기획했고, 요한은 카를 5세를 도와 자신의 보석과 결혼 예물인 금괴와 은판을 전당포에 맡기고 군자금을 마련하였다.
1525년 파비아 전투에 참전하여 프랑스의 왕 프랑수아 1세를 사로잡아 카를 5세에게 넘기고, 그해 6월 발렌시아로 되돌아왔다. 이전부터 병을 앓고 있던 그는 포로로 끌려가는 프랑수아 1세가 프랑스의 의사를 보내주겠다는 제안을 거절하고 제국 군대에 보냈다. 발렌시아로 귀환한 후 앓아누웠다가 7월 5일 사망하였다. 그가 갑자기 사망하자 일각에서는 그의 아내 제르맹 드 푸아가 그를 독살했다는 소문이 돌기도 했다.

### 사후
시신은 예루살렘에 운구되어 자신의 유언대로 예루살렘 수도원에 매장되었다.
제르맹 드 푸아는 다시 1526년 8월 1일 칼라브리아 공작 페르난도와 재혼하였다. 칼라브리아 공작 페르난도는 나폴리 왕 프리드리히 2세의 아들이다. 전남편이자 외종조부 페르난도 2세의 친척으로, 페르난도 2세의 큰아버지 아라곤 왕 알폰수 5세의 증손자이며, 제르맹에게는 8촌간이 된다.

## 참고 자료
- Theodor Hirsch: Johann (Markgraf von Brandenburg-Ansbach). In: Allgemeine Deutsche Biographie (ADB). Band 14, Duncker & Humblot, Leipzig 1881, S. 156.
- Julius Freiherr von Minutoli: Altes und Neues aus Spanien, Allgemeine Deutsche Verlagsanstalt, 1854, S. 112 ff.
- Dorothea Minkels: 1848 gezeichnet: der Berliner Polizeipräsident Julius von Minutoli, Norderstedt, 2003, S. 270 f.